# Näsinge
Näsinge är en bebyggelse norr om Näsinge kyrka i Näsinge socken i  Strömstads kommun. SCB avgränsade här en småort från 2020 till 2023.
Här finns/har funnits en skola och ett flygfält.